# Tyto sanctialbani
Espèce
Synonymes
- † Strix sancti-albani Lydekker, 1893 (protonyme)
- † Tyto sanctialbani Ballmann, 1969 (combinatio nova)
- † Tyto campiterrae Jánossy, 1991

Tyto sanctialbani est une espèce éteinte d'oiseaux strigiformes de la famille des Tytonidae, une des deux familles de chouettes.

## Aire de répartition
Cette effraie a été découverte en Autriche, en Espagne, en France, en Hongrie et en Slovaquie. La localité type est La Grive-Saint-Alban, en France.

## Paléoenvironnement
Elle a vécu au Miocène moyen et supérieur.

## Taxinomie
Cette espèce a été décrite pour la première fois en 1893 par le paléontologue britannique Richard Lydekker (1849-1915).